# دیپلمات‌ها (فیلم)
«دیپلمات‌ها» (انگلیسی: The Diplomats (film)) یک فیلم به کارگردانی نورمن تاروگ است که در سال ۱۹۲۹ منتشر شد. از بازیگران آن می‌توان به مارگریت چرچیل اشاره کرد.